# 强小数定律
在数学中，“强小数定律”是一条诙谐之言，意思是小的数字不够多，因此经常会出现巧合。Richard K. Guy 表示： 
There aren't enough small numbers to meet the many demands made of them.
换句话说，尽管数学中出现了很多令人惊讶的巧合，这仅仅是因为小的数字出现得很频繁，但数量却很少。1980 年，马丁·加德纳就叙述了这条“定律”。  Guy 随后在 1988 年发表的同名论文里给出了大量示例以表明“小数定律”。 （这篇论文为他赢得了 MAA Lester R. Ford 奖。 )

## 注
- 这和强大数定律没有直接关系。